# Rob Bron

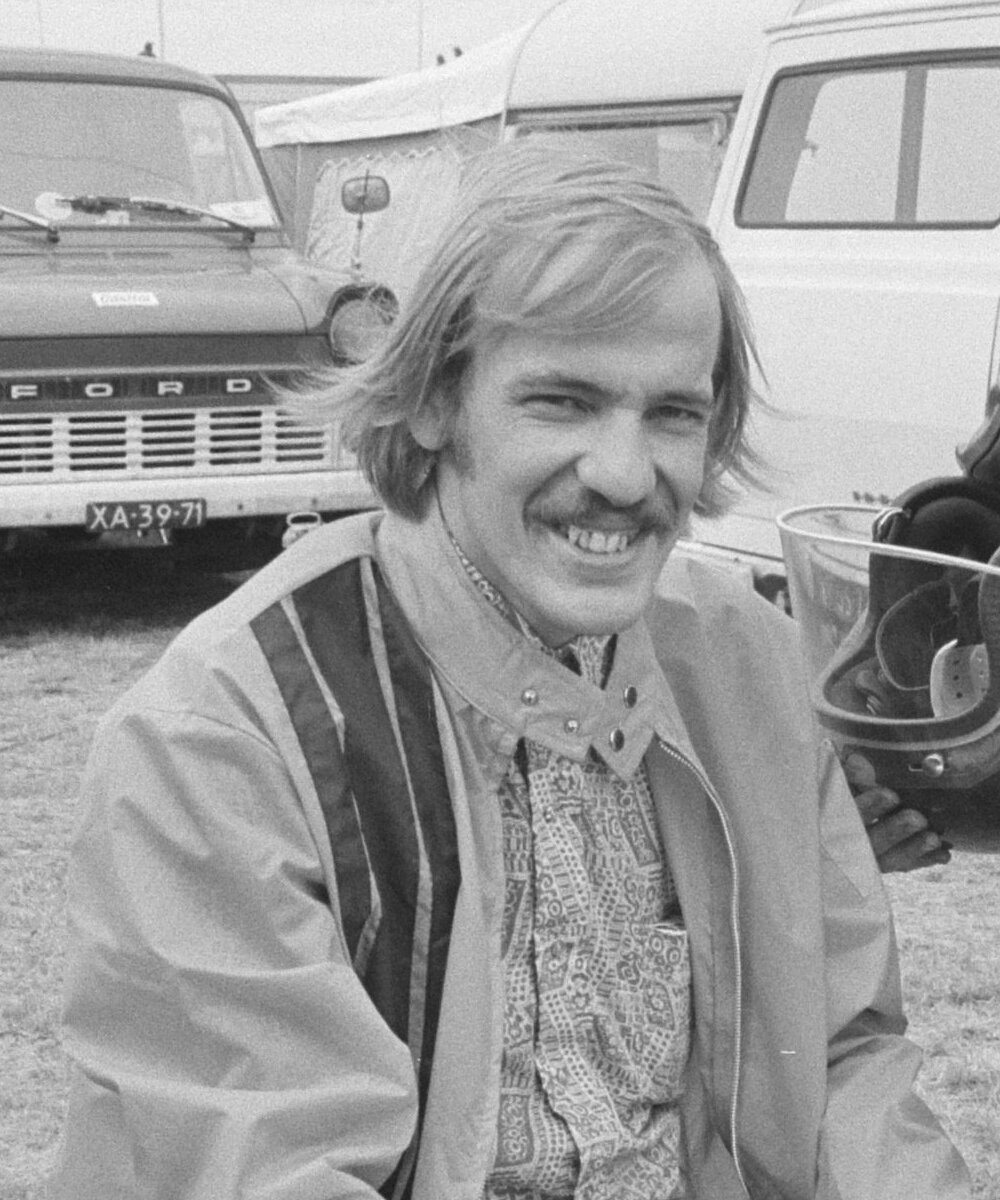
Rob Bron (1971)

Rob Bron (* 16. Mai 1945; † 5. Oktober 2009) war ein niederländischer Motorradrennfahrer.
Bron war drei Mal niederländischer Meister und galt als einer der besten Privatfahrer der 1970er-Jahre. 1971 wurde er auf Suzuki WM-Dritter in der Halbliterklasse.

## Karriere
Rob Brons Vater eröffnete in den frühen 1950ern ein Geschäft, in dem er Fahrräder und Mopeds verkaufte. Bron selbst begann 1958 mit dem Motocross, 1962 und 1963 war er niederländischer Kart-Meister. Im Jahr 1964 wechselte er in den Motorrad-Straßenrennsport und belegte mit einer 50-cm³-Tomos den dritten Platz in der niederländischen Junioren-Meisterschaft.
Bron debütierte bei der Dutch TT 1970 in der Motorrad-Weltmeisterschaft. Er startete in den Klassen bis 50 cm³ und bis 500 cm³ und erreichte die Ränge acht und sechs. Im selben Jahr gewann er in der niederländischen 500-cm³-Meisterschaft seinen ersten Titel.
1971 hatte Rob Bron auf einer privat eingesetzten Suzuki die erfolgreichste Saison seiner Karriere. Er fuhr beim Großen Preis von Deutschland auf dem Hockenheimring hinter Giacomo Agostini auf Rang zwei und erreichte damit die erste Podiumsplatzierung eines Niederländers in der Königsklasse des Motorradrennsports überhaupt. Fünf Wochen später, bei seinem Heim-Grand-Prix in Assen, gelang ihm dieses Kunststück erneut. Danach folgte noch der dritte Platz im finnischen Imatra und Rang zwei beim Ulster Grand Prix. Mit 57 Punkten belegte Bron damit hinter Agostini auf MV Agusta und seinem neuseeländischen Markenkollegen Keith Turner den dritten Rang in der Gesamtwertung. Diese Platzierung stellt bis heute die beste eines Niederländers in der höchsten Motorrad-WM-Kategorie dar. Obendrein konnte er den Gewinn seiner zweiten niederländischen 500-cm³-Meisterschaft feiern.
1972 erreichte Bron mit Rang zwei beim 500-cm³-Frankreich-Grand-Prix in Clermont-Ferrand den letzten Podestplatz seiner WM-Laufbahn, danach bestritt er nur noch wenige Grands Prix. 1975 und 1976 war er in der Formel 750 aktiv.
Rob Bron nahm des Weiteren mehrmals am 200-Meilen-Rennen von Daytona teil, wo er 1978 mit 348 km/h einen Geschwindigkeitsrekord aufstellte, der noch heute besteht.
Im Jahr 1985, nach dem Gewinn des niederländischen Meistertitels in der 350er-Klasse, beendete Bron seine aktive Laufbahn und betrieb bis 2004 ein Geschäft, in dem er Motorradteile für den Rennsport verkaufte und mit dem er auch Fahrer an Rennstrecken betreute. Rob Bron erlag am 5. Oktober 2009 einem Krebsleiden.

## Statistik

### Titel
- Niederländischer 500-cm³-Meister: 1970, 1971[1]
- Niederländischer 350-cm³-Meister: 1985[1]

### In der Motorrad-WM
| Saison | Klasse  | Motorrad | Rennen | Podien | Punkte | Ergebnis |
| ------ | ------- | -------- | ------ | ------ | ------ | -------- |
| 1970   | 50 cm³  | Kreidler | 1      | –      | 3      | 29.      |
| 1970   | 500 cm³ | Suzuki   | 1      | –      | 5      | 32.      |
| 1971   | 500 cm³ | Suzuki   | 6      | 4      | 57     | 3.       |
| 1972   | 500 cm³ | Suzuki   | 2      | 1      | 18     | 13.      |
| 1973   | 250 cm³ | Yamaha   | 1      | –      | 3      | 35.      |
| 1976   | 500 cm³ | Yamaha   | 1      | –      | 3      | 34.      |
| Gesamt | Gesamt  | Gesamt   | 12     | 5      | 89     |          |